# The Mindscape of Alan Moore
The Mindscape of Alan Moore är en brittisk dokumentärfilm från 2003, regisserad av Dez "DeZ" Vylenz samt Moritz Winkler och producerad av Vylenz, Winkler, George Arton och Gert Winkler. Dokumentärfilmen handlar om den brittiske författaren Alan Moore, som är mest känd för sitt arbete med serieromanerna Watchmen, V for Vendetta, Batman: The Killing Joke, From Hell och The League of Extraordinary Gentlemen. The Mindscape of Alan Moore handlar både om Moores uppväxt, hur han började arbeta med serietidningar och hans intresse för magi. I dokumentärfilmen förekommer de första inspelade klippen för V for Vendetta och Watchmen, flera år innan de släpptes som filmatiseringar under 2005 respektive 2009.
The Mindscape of Alan Moore var Vylenz regidebut och var den första delen i Shadowsnake Films-serie Shamanautical/5 Elements. Den premiärvisades den 24 oktober 2003 på World Film Festival San Francisco och släpptes på DVD under 2008. Dokumentärfilmen har även visats den 21 augusti 2005 på Copenhagen International Film Festival i Danmark, 27 oktober 2007 på KomiksFEST! i Tjeckien och den 16 maj 2015 på Millennium Docs Against Gravity Film Festival i Polen.